# سلوا قلبي
سلوا قلبي هي قصيدة في مدح الرسول محمد ﷺ، ألّفها الشاعر أحمد شوقي في عشرينيات القرن العشرين، وغنّتها أم كلثوم عام 1946.

## عن القصيدة
كتب شوقي 71 بيتًا من القصيدة على بحر الوافر، وأنشدت أم كلثوم 21 بيتًا منها، ونالت القصيدة شهرتها حين غنت أم كلثوم: "وَما نَيلُ المَطالِبِ بِالتَمَنّي وَلَكِن تُؤخَذُ الدُنيا غِلابًا"، وكان ذلك فترة ما بعد انتهاء الحرب العالمية الثانية وبروز حركات التحرر التي تدعوا إلى الإستقلال عن الإستعمار. وأُسنِدت مَهمَّةُ تلحينها إلى رياض السنباطي. تنوّعت موضوعات القصيدة ما بين مقدمة غزلية أعقَبَها شوقي بأبيات من الحكمة وعِبر الحياة، وختمها بأبيات من المديح النبوي.